# Schotse voetbalbeker 1987/88
De Scottish Cup 1987-1988 was de 103e editie van de Scottish Cup, een voetbaltoernooi in Schotland. De beker werd gewonnen door Celtic, dat in de finale Dundee United versloeg.

## Eerste ronde
| Thuisteam            | Uitslag | Bezoekers             |
| -------------------- | ------- | --------------------- |
| Inverness Caledonian | 1-1     | East Stirlingshire FC |
| Albion Rovers        | 1-1     | St. Johnstone FC      |
| Montrose FC          | 0-2     | Ayr United            |
| Stirling Albion      | 1-2     | Cowdenbeath FC        |
| Threave Rovers       | 0-6     | Stranraer FC          |
| Vale of Leithen      | 2-3     | Brechin City          |

### Replays
| Thuisteam             | Uitslag | Bezoekers            |
| --------------------- | ------- | -------------------- |
| East Stirlingshire FC | 2-1     | Inverness Caledonian |
| St. Johnstone FC      | 2-0     | Albion Rovers        |

## Tweede ronde
| Thuisteam        | Uitslag | Bezoekers               |
| ---------------- | ------- | ----------------------- |
| Alloa Athletic   | 0-1     | Cowdenbeath FC          |
| Berwick Rangers  | 0-1     | Brechin City            |
| Buckie Thistle   | 2-3     | East Stirlingshire FC   |
| Fraserburgh FC   | 2-5     | St. Johnstone FC        |
| Gala Fairydean   | 3-0     | Civil Service Strollers |
| Queen's Park FC  | 2-3     | Ayr United              |
| Stenhousemuir FC | 1-1     | Arbroath FC             |
| Stranraer FC     | 6-2     | Keith FC                |

### Replays
| Thuisteam   | Uitslag | Bezoekers        |
| ----------- | ------- | ---------------- |
| Arbroath FC | 1-1     | Stenhousemuir FC |

#### Tweede replay
| Thuisteam        | Uitslag | Bezoekers   |
| ---------------- | ------- | ----------- |
| Stenhousemuir FC | 0-1     | Arbroath FC |

## Derde ronde
| Thuisteam            | Uitslag | Bezoekers             |
| -------------------- | ------- | --------------------- |
| Raith Rovers         | 0-0     | Rangers               |
| Forfar Athletic      | 1-1     | Partick Thistle       |
| Hamilton Academical  | 2-0     | Meadowbank Thistle    |
| Arbroath FC          | 0-7     | Dundee United         |
| Celtic               | 1-0     | Stranraer FC          |
| Clyde FC             | 0-0     | Cowdenbeath FC        |
| Dumbarton FC         | 0-0     | Hibernian FC          |
| Dundee FC            | 0-0     | Brechin City          |
| Dunfermline Athletic | 1-1     | Ayr United            |
| East Fife FC         | 1-2     | Airdrieonians         |
| Falkirk FC           | 1-3     | Hearts                |
| Gala Fairydean       | 3-5     | East Stirlingshire FC |
| Motherwell FC        | 0-0     | Kilmarnock FC         |
| Queen of the South   | 1-2     | Greenock Morton FC    |
| St. Johnstone FC     | 0-1     | Aberdeen FC           |
| St. Mirren FC        | 0-3     | Clydebank             |

### Replays
| Thuisteam       | Uitslag | Bezoekers            |
| --------------- | ------- | -------------------- |
| Partick Thistle | 3-0     | Forfar Athletic      |
| Rangers         | 4-1     | Raith Rovers         |
| Ayr United      | 0-2     | Dunfermline Athletic |
| Brechin City    | 0-3     | Dundee FC            |
| Cowdenbeath FC  | 0-1     | Clyde FC             |
| Kilmarnock FC   | 1-3     | Motherwell FC        |
| Hibernian FC    | 3-0     | Dumbarton FC         |

## Vierde ronde
| Thuisteam             | Uitslag | Bezoekers          |
| --------------------- | ------- | ------------------ |
| Celtic                | 0-0     | Hibernian FC       |
| Airdrieonians         | 0-2     | Dundee United      |
| Clydebank             | 2-2     | Partick Thistle    |
| Dundee FC             | 2-0     | Motherwell FC      |
| Dunfermline Athletic  | 2-0     | Rangers            |
| East Stirlingshire FC | 2-3     | Clyde FC           |
| Hamilton Academical   | 0-2     | Aberdeen           |
| Hearts                | 2-0     | Greenock Morton FC |

### Replays
| Thuisteam       | Uitslag | Bezoekers |
| --------------- | ------- | --------- |
| Partick Thistle | 4-1     | Clydebank |
| Hibernian FC    | 0-1     | Celtic    |

## Kwartfinales
| Thuisteam       | Uitslag | Bezoekers            |
| --------------- | ------- | -------------------- |
| Aberdeen        | 5-0     | Clyde FC             |
| Dundee FC       | 0-0     | Dundee United        |
| Hearts          | 3-0     | Dunfermline Athletic |
| Partick Thistle | 0-3     | Celtic               |

### Replays
| Thuisteam     | Score | Uitteam   |
| ------------- | ----- | --------- |
| Dundee United | 2-2   | Dundee FC |

#### Tweede replay
| Thuisteam | Score | Uitteam       |
| --------- | ----- | ------------- |
| Dundee FC | 0-3   | Dundee United |

## Halve finale
|              |                         |       |                 |                                                                       |
| 9 april 1988 | Celtic                  | 2 – 1 | Hearts          | Hampden Park, Glasgow Scheidsrechter: Kenny Hope Toeschouwers: 65.886 |
| 9 april 1988 | Andy Walker Mark McGhee |       | Brian Whittaker | Hampden Park, Glasgow Scheidsrechter: Kenny Hope Toeschouwers: 65.886 |

|              |          |       |               |                                                        |
| 9 april 1988 | Aberdeen | 0 – 0 | Dundee United | Dens Park, Dundee Scheidsrechter: Toeschouwers: 20.488 |
| 9 april 1988 |          |       |               | Dens Park, Dundee Scheidsrechter: Toeschouwers: 20.488 |

### Replay
|               |          |       |               |                                                        |
| 13 april 1988 | Aberdeen | 1 – 1 | Dundee United | Dens Park, Dundee Scheidsrechter: Toeschouwers: 17.288 |
| 13 april 1988 |          |       |               | Dens Park, Dundee Scheidsrechter: Toeschouwers: 17.288 |

#### Tweede replay
|               |          |               |               |                                                        |
| 20 april 1988 | Aberdeen | 0 – 1         | Dundee United | Dens Park, Dundee Scheidsrechter: Toeschouwers: 19.048 |
| 20 april 1988 |          | Iain Ferguson |               | Dens Park, Dundee Scheidsrechter: Toeschouwers: 19.048 |

## Finale
|             |                     |     |                 |                                                                         |
| 14 mei 1988 | Celtic              | 2-1 | Dundee United   | Hampden Park, Glasgow Scheidsrechter: George Smith Toeschouwers: 74.000 |
| 14 mei 1988 | Frank McAvennie (2) |     | Kevin Gallacher | Hampden Park, Glasgow Scheidsrechter: George Smith Toeschouwers: 74.000 |

### Opstellingen
| CELTIC:           |  |                     |  |  |  |
|                   |  |                     |  |  |  |
| GK                |  | NIR Alan McKnight   |  |  |  |
| DF                |  | IRL Chris Morris    |  |  |  |
| DF                |  | IRL Mick McCarthy   |  |  |  |
| DF                |  | SCO Derek Whyte     |  |  |  |
| DF                |  | NIR Anton Rogan     |  |  |  |
| MF                |  | SCO Joe Miller      |  |  |  |
| MF                |  | SCO Roy Aitken      |  |  |  |
| MF                |  | SCO Paul McStay     |  |  |  |
| MF                |  | SCO Tommy Burns     |  |  |  |
| FW                |  | SCO Frank McAvennie |  |  |  |
| FW                |  | SCO Andy Walker     |  |  |  |
| Wissels:          |  |                     |  |  |  |
| MF                |  | SCO Billy Stark     |  |  |  |
| FW                |  | SCO Mark McGhee     |  |  |  |
| Manager:          |  |                     |  |  |  |
| SCO Billy McNeill |  |                     |  |  |  |

| DUNDEE UNITED: |  |                      |  |  |
|                |  |                      |  |  |
| GK             |  | SCO Billy Thomson    |  |  |
| DF             |  | SCO David Bowman     |  |  |
| DF             |  | SCO Paul Hegarty     |  |  |
| DF             |  | SCO David Narey      |  |  |
| DF             |  | SCO Maurice Malpas   |  |  |
| MF             |  | SCO Billy McKinlay   |  |  |
| MF             |  | SCO Jim McInally     |  |  |
| MF             |  | SCO Eamonn Bannon    |  |  |
| FW             |  | SCO Kevin Gallacher  |  |  |
| FW             |  | FIN Mixu Paatelainen |  |  |
| FW             |  | SCO Iain Ferguson    |  |  |
| wissels:       |  |                      |  |  |
| MF             |  | SCO John Clark       |  |  |
| FW             |  | SCO Paul Sturrock    |  |  |
| Manager:       |  |                      |  |  |
| SCO Jim McLean |  |                      |  |  |

1873/74 · 1874/75 · 1875/76 · 1876/77 · 1877/78 · 1878/79 · 1879/80 · 1880/81 · 1881/82 · 1882/83 · 1883/84 · 1884/85 · 1885/86 · 1886/87 · 1887/88 · 1888/89 · 1889/90 · 1890/91 · 1891/92 · 1892/93 · 1893/94 · 1894/95 · 1895/96 · 1896/97 · 1897/98 · 1898/99 · 1899/00 · 1900/01 · 1901/02 · 1902/03 · 1903/04 · 1904/05 · 1905/06 · 1906/07 · 1907/08 · 1908/09 ·  1909/10 · 1910/11 · 1911/12 · 1912/13 · 1913/14 · 1914/15 · 1915/16 · 1916/17 · 1917/18 · 1918/19 · 1919/20 · 1920/21 · 1921/22 · 1922/23 · 1923/24 · 1924/25 · 1925/26 · 1926/27 · 1927/28 · 1928/29 · 1929/30 · 1930/31 · 1931/32 · 1932/33 · 1933/34 · 1934/35 · 1935/36 · 1936/37 · 1937/38 · 1938/39 · 1939/40 · 1940/41 · 1941/42 · 1942/43 · 1943/44 · 1944/45 · 1945/46 · 1946/47 · 1947/48 · 1948/49 · 1949/50 · 1950/51 · 1951/52 · 1952/53 · 1953/54 · 1954/55 · 1955/56 · 1956/57 · 1957/58 · 1958/59 · 1959/60 · 1960/61 · 1961/62 · 1962/63 · 1963/64 · 1964/65 · 1965/66 · 1966/67 · 1967/68 · 1968/69 · 1969/70 · 1970/71 · 1971/72 · 1972/73 · 1973/74 · 1974/75 · 1975/76 · 1976/77 · 1977/78 · 1978/79 · 1979/80 · 1980/81 · 1981/82 · 1982/83 · 1983/84 · 1984/85 · 1985/86 · 1986/87 · 1987/88 · 1988/89 · 1989/90 · 1990/91 · 1991/92 · 1992/93 · 1993/94 · 1994/95 · 1995/96 · 1996/97 · 1997/98 · 1998/99 · 1999/00 · 2000/01 · 2001/02 · 2002/03 · 2003/04 · 2004/05 · 2005/06 · 2006/07 · 2007/08 · 2008/09 · 2009/10 · 2010/11 · 2011/12 · 2012/13 · 2013/14 · 2014/15 · 2015/16 · 2016/17 · 2017/18 · 2018/19 · 2019/20 · 2020/21 · 2021/22 · 2022/23